# قائمة سفراء تونس في الخارج
هذه قائمة سفراء وممثلين ومندوبين تونس لدى الدول والمنظمات والهيئات العالمية:

## أفريقيا
| اسم السفير   | الدولة  | القارة | مستوى التمثيل        | من تاريخ     | ملاحظات | مراجع |
| ------------ | ------- | ------ | -------------------- | ------------ | ------- | ----- |
| الناصر الصيد | الجزائر | آسيا   | سفير مفوض فوق العادة | 2017         |         | [ 1 ] |
| محمد بن عياد | المغرب  | آسيا   | سفير مفوض فوق العادة | 2 أبريل 2018 |         | [ 2 ] |
| نجيب المنيف  | مصر     | آسيا   | سفير مفوض فوق العادة | سبتمبر 2015  |         | [ 3 ] |

## أوروبا
| اسم السفير        | الدولة | القارة | مستوى التمثيل | من تاريخ | ملاحظات | مراجع |
| ----------------- | ------ | ------ | ------------- | -------- | ------- | ----- |
| عبد العزيز الرصاع | فرنسا  | أوروبا |               | 2017     |         |       |

## آسيا
| اسم السفير               | الدولة | القارة | مستوى التمثيل | من تاريخ      | إلى تاريخ      | ملاحظات                                              | مراجع       |
| ------------------------ | ------ | ------ | ------------- | ------------- | -------------- | ---------------------------------------------------- | ----------- |
| نور الدين الري           | عُمان   | آسيا   | سفير          | 1 نوفمبر 2018 | 27 فبراير 2020 | عين وزيرا للشؤون الخارجية والهجرة والتونسيين بالخارج | [ 4 ] [ 5 ] |
| أحمد بن الحبيب بن الصغير | الكويت | آسيا   | سفير          | أكتوبر 2015   |                |                                                      |             |

## أمريكا الشمالية والجنوبية
| اسم السفير         | الدولة           | القارة      | مستوى التمثيل        | من تاريخ | ملاحظات | مراجع |
| ------------------ | ---------------- | ----------- | -------------------- | -------- | ------- | ----- |
| فيصل قويعة         | الولايات المتحدة | الأمريكيتين | سفير مفوض فوق العادة | 2015     |         | [ 6 ] |
| محمد عماد الترجمان | كندا             | الأمريكيتين |                      |          |         |       |

## منظمات وهيئات دولية
| اسم السفير    | المنظمة / الهيئة       | المقر            | مستوى التمثيل  | من تاريخ      | ملاحظات                                                  | مراجع |
| ------------- | ---------------------- | ---------------- | -------------- | ------------- | -------------------------------------------------------- | ----- |
|               | الامم المتحدة          | الولايات المتحدة | المندوب الدائم |               | معالي السفير / الوفد الدائم لدى الامم المتحدة في نيويورك |       |
|               | منظمة التعاون الإسلامي | السعودية         | المندوب الدائم |               | الوفد الدائم في جدة                                      |       |
|               | جامعة الدول العربية    | مصر              | المندوب الدائم |               | الوفد الدائم في القاهرة                                  |       |
| وليد دودش     | الامم المتحدة          | سويسرا           | المندوب الدائم |               | الوفد الدائم لدى الامم المتحدة في جنيف                   |       |
| غازي الغرايري | اليونيسكو              | فرنسا            | المندوب الدائم | 2 ديسمبر 2016 |                                                          |       |